# Недзелиська (Люблінське воєводство)
Недзелиська (пол. Niedzieliska) — село в Польщі, у гміні Щебрешин Замойського повіту Люблінського воєводства.
Населення — 909 осіб (2011).
У 1975-1998 роках село належало до Замойського воєводства.

## Демографія
Демографічна структура станом на 31 березня 2011 року:
|          | Загалом | Допрацездатний вік | Працездатний вік | Постпрацездатний вік |
| -------- | ------- | ------------------ | ---------------- | -------------------- |
| Чоловіки | 451     | 95                 | 297              | 59                   |
| Жінки    | 458     | 102                | 222              | 134                  |
| Разом    | 909     | 197                | 519              | 193                  |